# 7000 (عدد)
7000 ( آلاف) هو عدد صحيح. يلي العدد 6999 ويسبق العدد 7001 وهو عدد طبيعي.
السبعة آلاف الواحدة تساوي سبعون مائة.

## في الرياضيات
حسب نظام العد العشري في الرياضيات، يمكن كتابة العدد سبعة آلاف على النحو التالي:
- 7,000 — سبعة متبوعًا بثلاثة أصفار.
- 7 × 103 — سبعة في عشرة مرفوعة لأس ثلاثة.

## في التاريخ
- مدة 7000 عام يطلق عليها اسم الألفية السابعة.